# قرار مجلس الأمن التابع للأمم المتحدة رقم 884
قرار مجلس الأمن التابع للأمم المتحدة رقم 884، المعتمد بالإجماع في 12 نوفمبر 1993، وبعد أن أعاد المجلس تأكيد القرارات 822 (1993) و853 (1993) و874 (1993)، أعرب المجلس عن قلقه إزاء استمرار النزاع بين أرمينيا وأذربيجان في ناغورنو قره باغ، وأدان انتهاكات وقف إطلاق النار بين الطرفين، ولا سيما احتلال منطقة زنغيلان ومدينة هورادز.
وأدان المجلس أيضا الهجمات التي شنت على المدنيين وعمليات القصف في أذربيجان، ودعا حكومة أرمينيا إلى استخدام نفوذها لتحقيق امتثال الأرمن في ناغورنو قره باغ لقرارات مجلس الأمن السابقة. ورحبت أيضا بالإعلان الصادر عن مجموعة مينسك التابعة لمنظمة الأمن والتعاون في أوروبا بشأن وقف إطلاق النار من جانب واحد.
ثم ثم دعا القرار الأطراف المعنية إلى الوقف الفوري للأعمال العدائية، والانسحاب الأحادي لقوات الاحتلال من منطقة زانغيلان ومدينة غوراديز، وانسحاب قوات الاحتلال من المناطق الأخرى التي احتلت مؤخرا في أذربيجان. وفيما يتعلق بانتهاكات وقف إطلاق النار الأخيرة، حث المجلس الأطراف على مراعاة وقف إطلاق النار المنشأ نتيجة للاتصالات بين الحكومة الروسية ومجموعة مينسك التابعة لمنظمة الأمن والتعاون في أوروبا. كما دعى الدول الأخرى إلى عدم التدخل في النزاع، خاصة وأن القتال على الحدود الأذربيجانية الإيرانية أدى إلى نقل القوات الإيرانية إلى المنطقة الحدودية.
وأخيرا، طلب المجلس إلى الأمين العام والوكالات الدولية تقديم المساعدة الإنسانية العاجلة للسكان المدنيين المتضررين، ولا سيما فيما يتعلق بالمشردين، وتحث كذلك الأمين العام للأمم المتحدة بطرس غالي ومجموعة مينسك التابعة لمنظمة الأمن والتعاون في أوروبا على مواصلة تقديم تقارير عن التطورات التي حدثت إلى المجلس.
وعلى الرغم من اعتماد القرار 884، استمر القصف والقتال الدوري.

## وصلات خارجية
- نص القرار في undocs.org